# Polyptychus affinis
Polyptychus affinis är en fjärilsart som beskrevs av Rothschild och Jordan 1903. Polyptychus affinis ingår i släktet Polyptychus och familjen svärmare. Inga underarter finns listade i Catalogue of Life.